# Andrew Cunanan
Andrew Phillip Cunanan (n. 31 august 1969, National City⁠(d), California, SUA – d. 23 iulie 1997, Miami Beach Architectural District⁠(d), Florida, SUA) a fost un criminal în serie american care a ucis cinci persoane, inclusiv designerul italian de modă Gianni Versace și dezvoltatorul imobiliar Lee Miglin din Chicago, pe parcursul unei perioade de trei luni, la mijlocul anului 1997. Lanțul de crime al lui Cunanan s-a încheiat în 23 iulie în acel an cu sinuciderea sa cu o armă de foc. 
În ultimii ani, Cunanan a trăit în zona mai mare a orașului San Diego fără un loc de muncă. S-a împrietenit cu bătrâni bogați și le-a cheltuit banii. Pentru a impresiona cunoscuții în comunitatea homosexuală locală, el s-a lăudat în cluburi cu evenimentele sociale la care a participat și de multe ori a plătit cecul la restaurante.  Un prieten milionar s-a despărțit de Cunanan în 1996, cu un an înainte de moartea lui.